# William Inge (Amerikaans schrijver)

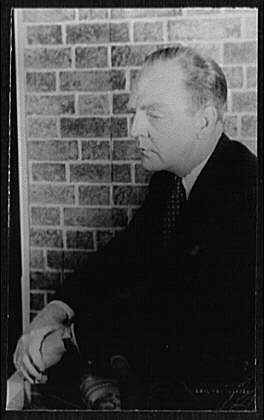
William Inge

William Inge (Independence (Kansas), 3 mei 1911 – Los Angeles, 10 juni 1973 was een Amerikaanse schrijver.
Hij is vooral bekend geworden door zijn toneelstukken, maar hij schreef ook enkele filmscripts en twee romans. Verscheidene van zijn stukken zijn verfilmd.

## Verfilmingen
- Come back little Sheba (1953) - Regie: Daniel Mann
- Picnic (1955) - Regie: Joshua Logan
- Bus Stop (1956) - Regie: Joshua Logan
- The dark at the top of the stairs (1960) - Regie: Delbert Mann
- Splendor in the grass (1960) - Regie: Elia Kazan (Script van William Inge)
- All fall down (1961) - Regie: John Frankenheimer
- The stripper (1962) - Regie: Franklin J. Schaffner (Naar A Loss of Roses)
- Bus Riley’s back in town (1964) - Regie: Harvey Hart
- Splendor in the grass (1981) - Regie: Richard C. Sarafian (Remake)
- Picnic (2000) - Regie: Ivan Passer (Remake)

- Bibsys: 90180579
- Biblioteca Nacional de España: XX1175999
- Bibliothèque nationale de France: cb12474163q (data)
- CiNii: DA08855192
- Gemeinsame Normdatei: 118775499
- International Standard Name Identifier: 0000 0001 0928 698X
- Library of Congress Control Number: n50027125
- MusicBrainz: ed05e148-4c58-4ae0-8939-2f13875c8c09
- Nationale Bibliotheek van Tsjechië: ola2003193679
- Nationale Bibliotheek van Israël: 987007263085205171
- Nationale Bibliotheek van Polen: a0000002372126
- Nationale en Universitaire bibliotheek Zagreb: 000089347
- Nederlandse Thesaurus van Auteursnamen: 070496986
- Réseau des bibliothèques de Suisse occidentale: 02-A003400343
- LIBRIS: 348378
- SNAC: w6cz3jn5
- Système universitaire de documentation: 033934819
- Trove: 1564414
- Union List of Artist Names: 500444910
- Virtual International Authority File: 100240142
- WorldCat: E39PBJdrP4736W3HV7PMFfKTpP